# Мінка В'ячеслав Миколайович
В'ячеслав Миколайович Мінка (1960, Красноярський край, РРФСР, СРСР — 25 серпня 2023, біля с. Сінгури, Житомирська область, Україна) — український військовий льотчик, майор 40 БрТА Повітряних сил Збройних сил України, відзначився у ході російського вторгнення в Україну, учасник російсько-української війни.

## Життєпис
В'ячеслав Мінка народився 1960 року в Красноярському краї, куди мати (етнічна росіянка) повернулася з Миргорода на Полтавщині після розлучення з його батьком. Мати працювала провідницею на залізниці, тому хлопцеві довелося навчатися в інтернаті. У 1981 році закінчив Качинське вище військове авіаційне училище льотчиків та отримав направлення до Конотопу на Сумщині. Зблизився зі своїм батьком та його новою дружиною Лідією Семенівною, які виховували його старшого брата. Проходив військову службу в Конотопі, Миколаєві та Умані. Став висококласним льотчиком-інструктором, освоїв усі відомі в СРСР військові бойові літаки. В цей час одружився, у шлюбі народилися син Дмитро та донька Юлія,однак розлучилися. У 2002 році його дружина з дітьми виїхали до Ізраїлю. Син Дмитро (нар. 1984) — військовослужбовець ізраїльської армії. У 1994 році В'ячеслав Мінка звільнився з лав ЗСУ у званні майора. Тоді ж оселився у Борисполі на Київщині. Одружився з Маєю, в якої було від попереднього шлюбу двоє дітей, займався їх вихованням..
Разом з дружиною займався в Борисполі торговельним бізнесом. Крім того, захопився фотографією, пропадав на риболовлі. Стати цивільним пілотом у нього не вийшло. З початком Революції гідності з дружиною долучилися до громадської діяльності: возили на Майдан речовини для виготовлення вибухівки, готували протестувальникам їжу. Після Майдану бориспільці обрали В'ячеслава Мінку головою «народної ради» — організації, що діяла в місті на противагу мерії, яка підтримувала Януковича. Його називали народним мером. Під час АТО на сході України З 2015 року чоловік служив у Повітряних силах ЗСУ: в авіаційній бригаді у Миколаєві, потім — у 40-ій бригаді тактичної авіації у Василькові. На посаді командира авіаційної ланки брав участь в АТО/ООС на Донбасі. У 2018-му демобілізувався. Проте з початком повномасштабної війни офіцер 26 лютого 2022 року знову повернувся до лав ЗСУ — 40-ої бригади тактичної авіації. Через постійний обстріл аеродрому у Василькові на початку війни він фактично у статусі рядового стрільця обороняв авіабазу. 62-річний льотчик пройшов не одну експертизу, щоб довести свою придатність до військових дій. Допомогла відмінна фізична форма. У Василькові майор допомагав пілотам, які поверталися на службу, відновлювати свої льотні навички, брав участь у розвідувальних і бойових завданнях. Літав на літаках Л-39 і МіГ-29, мріяв опанувати американські F-16. З квітня 2022 року його допустили до польотів, він здійснював по 4-5 вильотів на добу. До гибелі здійснив понад 200 годин нальоту.

### Загибель
Про смерть майора Андрія Пільщикова повідомив телеканал CNN і широко висвітлили українські ЗМІ, які опублікували повні архівні фотографії, на яких можна розпізнати його обличчя. 26 серпня 2023 року в своєму зверненні президент України Володимир Зеленський згадав про загибель «Джуса». За фактом аварії ДБР відкрило кримінальне провадження, обставини авіатрощі з'ясовуються.
Загинув В'ячеслав Мінка 25 серпня 2023 року під час зіткнення свого навчально-бойового літака L-39 з літаком майора Сергія Проказіна біля с. Сінгури на Житомирщині. Крім В'ячеслава Мінки загинули ще двоє пілотів — капітан Андрій Пільщиков та майор Сергій Проказін. За фактом аварії ДБР відкрило кримінальне провадження, обставини авіатрощі з'ясовуються.
Чин прощання із загиблим відбувся 29 серпня 2023 року на авіабазі бригади у Василькові, потім — у Борисполі на Книшовому меморіальному парковому комплексі. Поховали пілота у закритій труні на Рогозівському кладовищі у Борисполі.

## Вшанування пам'яті
Посмертно В'ячеславу Мінці надали звання підполковника.

## Родина
У загиблого залишилися дружина Майя та діти.

## Нагороди
- Орден «За мужність» III ступеня (посмертно) — за особисту мужність, виявлену у захисті державного суверенітету та територіальної цілісності України, самовіддане виконання військового обов'язку[11]